# 新東洋企業
新東洋企業株式会社（しんとうようきぎょう）は1957年に東京都品川区旗の台に設立された自動車輸入販売・不動産などを手がける企業。創業者は宋尚桓（ソン・ショウカン）。現在の本社は東京都港区赤坂4丁目9番25号（新東洋赤坂ビル）に所在。なお、かつての旧赤坂表町（現：赤坂4丁目）にもショールームと工場があった。

## 概要
1957年に英国BLMC社（ジャガー、ローバー、トライアンフ、MG、ミニ）の輸入総代理権を取得した。 自動車部の当初の取り扱い車種はジャガー・フェラーリ・プジョー・マセラティで、後にデイムラー・サーブ・ランボルギーニも扱うようになる。1970年にはBLMC社の輸入販売総代理店として、総合商社・丸紅と合弁で新東洋モータース株式会社を設立、ジャガー・デイムラーの販売をモータースに移管、ローバーの取り扱いも開始した。その後、プジョーとサーブの輸入代理権は西欧自動車及びその後進の西武自動車販売に譲渡、ランボルギーニとマセラティの扱いも中止し、BLMC社（1975年にBL社に改称）の車の販売に専念する。
1977年にはBL社が日本子会社日本レイランドにおいて直接輸入を開始したため、輸入総代理権を返上し、神奈川県横浜市神奈川区に移転、日本レイランド、オースチン・ローバー・ジャパン、ジャガーの分社後はジャガー・ジャパンの神奈川県正規販売店として事業を継続している。
1988年には横浜市神奈川区に「ジャガー横浜」ショールームを開設。また、1997年にも神奈川県藤沢市に「ジャガー湘南」を開設したが、こちらについては現存しない。
2002年に当時、ジャガー同様フォード傘下にあったアストンマーティンの輸入販売権を取得。赤坂の本社ビル（新東洋赤坂ビル）1階をアストンマーティンショールームに改装し、2003年より「アストンマーティン赤坂」として営業を開始する。しかし2017年、日本での販売戦略見直しに伴い、ディーラー権を返上し同年6月30日付で閉店した。
2013年にはランドローバー・レンジローバーの取扱いも開始したため、前述の横浜市神奈川区のショールーム「ジャガー横浜」を「ジャガー・ランドローバー横浜」に改称している。さらに2015年、同ショールームが横浜みなとみらい地区「MUFGグローバルラーニングセンター」の建物内1階に移転して、リニューアルオープンとなった。なお、神奈川区の旧ショールームは同ブランドのアプルーブドカー（中古車販売）センターとして引き続き運営されている。
かつて、自動車事業部門は新東洋モータース・新東洋・新東洋整備など、不動産事業部門は東邦土地建築に分かれていたが、現在は新東洋企業に集約されている。
2020年7月31日、自動車事業部門の「ジャガー･ランドローバー横浜」を解散。みなとみらいのショールームと2019年8月にオープンした横浜市鶴見区のサービスセンターを、ジャガー・ランドローバー柏、同水戸、同宇都宮などを展開するミッドランズ株式会社に移譲する。日本で最も古くからジャガーを取り扱ってきた同社の歴史がついに途絶えることになった。

## 運営ショールーム
- ジャガー・ランドローバー横浜（神奈川県・横浜みなとみらい地区「MUFGグローバルラーニングセンター」内1階）

## 参考情報
- 新東洋企業 History（「アストンマーティン赤坂」サイト内）
- JAIAインポーター別取り扱いブランドの移り変わり　新東洋企業(株) (Wayback Machine)
- JAIAインポーター別取り扱いブランドの移り変わり　新東洋モータース(株) (Wayback Machine)